# Cantonul Bastelica
Cantonul Bastelica este un canton din arondismentul Ajaccio, departamentul Corse-du-Sud, regiunea Corsica, Franța.

## Comune
| Comune          | Populație (1999) | Cod poștal | Cod INSEE |
| --------------- | ---------------- | ---------- | --------- |
| Bastelica       | 537              | 20119      | 2A031     |
| Cauro           | 1.311            | 20117      | 2A085     |
| Eccica-Suarella | 1.090            | 20117      | 2A104     |
| Ocana           | 548              | 20117      | 2A181     |
| Tolla           | 111              | 20117      | 2A326     |